# Jaime Niño de Guzmán
Jaime Niño de Guzmán Quiroz (* 1934) ist ein ehemaliger bolivianischer General, Politiker und Diplomat.

## Leben
Jaime Niño de Guzmán ist mit Norah Rabaj de Niño de Guzman verheiratet.
1967 war Jaime Niño de Guzmán als Major Befehlshaber der Grupo Táctico de la Fuerza Aérea im Departamento Santa Cruz und in dieser Funktion an der Festnahme und anschließenden Hinrichtung des argentinischen Guerillaführers Ernesto „Che“ Guevara beteiligt. Niño de Guzmán sprach mit dem gefangenen Guevara und nahm dessen Tagebuch an sich, dessen Inhalt später veröffentlicht wurde. Mit dem Fotoapparat des kubanoamerikanischen CIA-Mitarbeiters Félix Rodríguez schoss er das letzte bekannte Foto des noch lebenden Guevara, auf dem dieser von seinen Bewachern umringt zu sehen ist. Nach der kurz darauf erfolgten Erschießung Guevaras wurde der Leichnam an eine Kufe des von Niño de Guzmán geführten Hubschraubers gebunden und anschließend von La Higuera nach Vallegrande geflogen, wo er internationalen Medienvertretern präsentiert und später an einem geheimen Ort begraben wurde.
1976 war Niño de Guzmán Luftfahrtattaché an der bolivianischen Botschaft in Lima. Von 9. November 1976 bis 21. Juli 1978 war er Erziehungsminister im Regierungskabinett von Hugo Banzer Suárez. Von 1979 bis 1980 war er Befehlshaber der Fuerza Aérea Boliviana.
Bei der Parlamentswahl 1993 wurde er für die UCS als Nachrückparlamentarier für Michael Meier Finkelslein im Wahlkreis in La Paz gewählt.
Von 1998 bis 2003 war er Botschafter Boliviens in Wien.
| Vorgänger                    | Amt                                                              | Nachfolger              |
| ---------------------------- | ---------------------------------------------------------------- | ----------------------- |
| Waldo Bernal Pereira         | bolivianischer Kultusminister 9. November 1976 bis 21. Juli 1978 | Hernando García Vespa   |
| Gastón Lupo Gamarra          | Befehlshaber der Fuerza Aérea Boliviana 1979 bis 1980            | Waldo Bernal Pereira    |
| Ángel Gastón Ponce Caballero | bolivianischer Botschafter in Wien 8. Juni 1998 bis 2003         | Horacio Bazoberry Otero |